# Łojewo (województwo warmińsko-mazurskie)
Łojewo – wieś w Polsce położona w województwie warmińsko-mazurskim, w powiecie braniewskim, w gminie Płoskinia.
Wieś należy formalnie do sołectwa Płoskinia.
Najbliżej znajdującą się miejscowością jest Płoskinia-Kolonia.
W latach 1975–1998 miejscowość administracyjnie należała do województwa elbląskiego. Wieś znajduje się w historycznym regionie Warmia.
Obecnie w miejscowości nie ma zabudowy.